# Pteronotus davyi
Pteronotus davyi — вид рукокрилих родини Mormoopidae.

## Морфологічні особливості
Голова і тулуб довжиною в середньому 56.4 мм для самців і 57.9 мм для самиць, вага в межах 5-10 г, довжина хвоста — 18-25 мм. Хутро на спині темно-коричневе на череві — дещо блідіше. Каріотип: 2n=38, FN=60.

## Поведінка
Харчується у значній мірі жуками-скарабеями і молями. Піки в активності відбуваються через 2 години після заходу сонця і знову незадовго до сходу сонця. Середня швидкість польоту самиць — 13.1 км/год, а самців — 11.3 to 16.8 км/год. Цей вид віддає перевагу лаштувати сідала в сирих печерах, часто з кількома іншими видами кажанів. Відомим хижаком для виду є Tyto alba.

## Поширення
Країни поширення: Беліз, Бразилія, Колумбія, Коста-Рика, Домініка, Сальвадор, Французька Гвіана, Гренада, Гваделупа, Гватемала, Гаяна, Гондурас, Мартиніка, Мексика, Нікарагуа, Перу, Суринам, Тринідад і Тобаго, Венесуела. Живе нижче 500 м над р.м. переважно в посушливих районах. Часто зустрічається в сухих листяних колючих лісах, але також у вологих вічнозелених лісах. Поширення може бути обмежене наявністю місць спочинку. Часто живиться на відкритих просторах. 

## Загрози та охорона
Серйозних загроз нема. У Бразилії і, можливо, інших областях локальною загрозою може бути руйнування печер для виробництва вапняку. Вид мешкає в природоохоронних районах по всьому ареалу.